# Dyscritobaeus orientalis
Dyscritobaeus orientalis är en stekelart som först beskrevs av Alan Parkhurst Dodd 1915.  Dyscritobaeus orientalis ingår i släktet Dyscritobaeus och familjen Scelionidae. Inga underarter finns listade i Catalogue of Life.